# Williams Dávila
Williams Daniel Dávila Barrios (Lagunillas, Estado Mérida, 19 de abril de 1951) es un político venezolano y actual diputado a la Asamblea Nacional de Venezuela por el partido Acción Democrática; fue profesor universitario en la Universidad Católica Andrés Bello, la Universidad de los Andes y la UNEXPO y es miembro de la Comisión de Política Exterior de la Asamblea Nacional, además es el coordinador de la Comisión de Descentralización Nacional de la Mesa de la Unidad Democrática.

## Biografía
Nació el 19 de abril de 1950 en la población de Lagunillas del Estado Mérida, siendo sus padres merideños, Hugo Dávila Lamus, médico (1924-1999) y Adelma Barrios Arellano (1924-2014). Luego su familia se trasladó a Mérida, ciudad en donde se formó y creció; estudió en la Universidad de los Andes en donde obtuvo el título de abogado, hizo postgrado en el Instituto de Estudios Superiores de Administración, recibiendo el título de Analista Financiero. Posteriormente, en 1975, hizo cursos en la Wharton School of Management y en la Madison School of Law de la Universidad de Wisconsin en USA en Securities Regulations y en 1976, estudiante especial en la Escuela de Leyes de Harvard en Boston.
En 1978, hizo el Master of Law (LLM) en la Universidad de Columbia entre 1977 y 1978. Becario del Programa de Becas Gran Mariscal de Ayacucho 1975-1979. Igualmente realizó, en el 2006, Especialización en Derechos Humanos, mención participación política, en la Universidad Católica Andrés Bello.
En junio-julio de 2007 realizó el Global Senior Management Program de la Escuela de Negocios de la Universidad de Chicago y el Instituto de Empresa de Madrid, España. Actualmente es Doctorando en Ciencias Sociales en la Universidad Central de Venezuela.[cita requerida]

### Carrera política

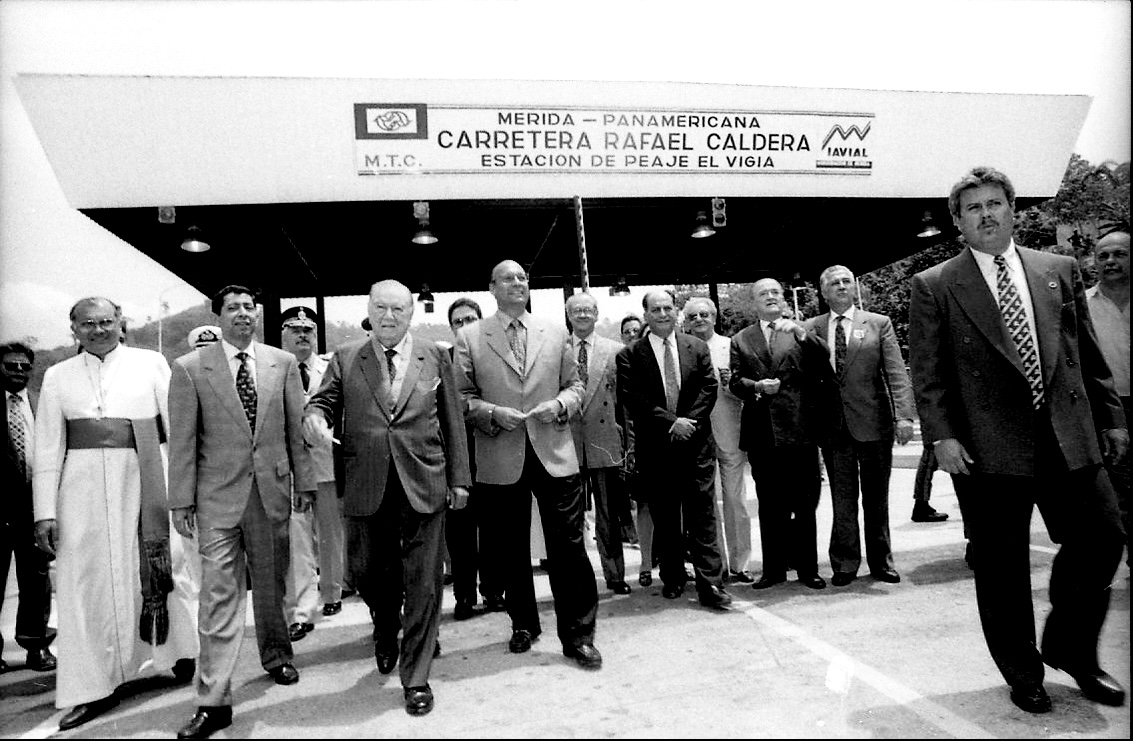
Williams Dávila en la inauguración de la Carretera Dr. Rafael Caldera en 1997 junto al presidente Rafael Caldera.

Fue gobernador designado del estado Mérida en los periodos 1984-1986 y electo en el periodo 1995-2000. Fue viceministro de Relaciones Interiores en 1986 bajo la gestión del entonces presidente de la república Jaime Lusinchi; fue Secretario General de Acción Democrática en el Estado Mérida en 1992-1995, igualmente ha sido senador de la República de Venezuela, en el período 1993-1995 siendo Vicepresidente de la Comisión de Finanzas del Senado. Ha sido dirigente empresarial, articulista en diarios de circulación nacional y tiene la condecoración Francisco de Miranda en su segunda clase.[cita requerida]
Como gobernador realizó obras tales como la planificación y proyectos del trolebús y trolcable, culminación de obras que realizó el Ministerio de Transporte y Comunicaciones como el Aeropuerto Internacional Juan Pablo Pérez Alfonso de la ciudad de El Vigía y la Carretera Dr. Rafael Caldera. También participó en la gestión de la contratación de la obra Trolebús de Mérida, la cual fue paralizada por los gobiernos posteriores.
En el 2000, 2004 y 2008 se presentó como candidato a la gobernación de Mérida, perdiendo contra Florencio Porras en los dos primeros comicios y con Marcos Díaz Orellana en el último, respectivamente.

#### Detención
El 8 de agosto de 2024, Williams Dávila fue detenido, junto a Américo de Grazia, tras concurrir a una vigilia en Caracas, en la que pidió la liberación de los presos políticos. Su hijo anunció que el 13 de ese mes había sido internado en el hospital de Clínicas Caracas bajo custodia del Servicio Bolivariano de Inteligencia Nacional (SEBIN), en grave estado de salud. El 15 de agosto se adelantó que había sido ingresado «con mucha fiebre» y una deshidratación e infección profunda de orina, tras haber sido operado recientemente del corazón.